# Enzyme coiffante
L'enzyme coiffante est un complexe enzymatique constitué d'une phosphatase, d'une nucléotidyltransférase et d'une méthyltransférase, qui catalyse les réactions :
| Enzyme & N° EC                       | Réaction |
| ------------------------------------ | --- |
| ARN triphosphatase EC 3.1.3.33       | 5'-phosphopolynucléotide + H2O {\displaystyle \rightleftharpoons } polynucléotide + phosphate                                                                         |
| ARNm guanylyltransférase EC 2.7.7.50 | GTP + (5')ppPur-ARNm {\displaystyle \rightleftharpoons } pyrophosphate + G(5')pppPur-ARNm                                                                             |
| ARNm méthyltransférase EC 2.1.1.56   | S-adénosyl-L-méthionine + 5′-(5′-triphosphoguanosine)-ARNm {\displaystyle \rightleftharpoons } S-adénosyl-L-homocystéine + 5′-(N7-méthyl-5′-triphosphoguanosine)-ARNm |

Ces réactions consistent successivement en l'hydrolyse du phosphate γ du nucléotide 5’ terminal du transcrit primaire par l'ARN triphosphatase, puis le transfert sur le phosphate β restant d'un guanylate à partir d'une molécule de GTP par l'ARNm guanylyltransférase, et enfin la méthylation de ce guanylate sur l'atome d'azote no 7 par l'ARNm méthyltransférase. Les deux premières activités enzymatiques sont réalisées par une sous-unité protéique de 68 kDa tandis que la méthylation du résidu de guanosine est réalisée par une sous-unité de 57 kDa.
Cette multienzyme attache la coiffe à l'extrémité 5' de l'ARN messager produit dans le noyau cellulaire aux premières étapes de l'expression des gènes. Cette réaction se déroule au cours de la transcription à partir du moment où l'ARN messager en croissance contient à peine 25 nucléotides. Elle est catalysée spécifiquement par le domaine C-terminal phosphorylé de l'ARN polymérase II, de sorte que cette coiffe est caractéristique des ARN messagers produits par cette ARN polymérase à l'exclusion de l'ARN polymérase I et de l'ARN polymérase III. Outre l'adjonction d'une coiffe, l'ARN messager subit par la suite d'autres transformations telles que l'épissage et la polyadénylation, qui constituent la maturation de l'ARN messager.

Structure de la coiffe ajoutée par l'enzyme coiffante, constituée d'une 7-méthylguanosine liée à l'extrémité 5' d'un ARN messager.

L'enzyme coiffante n'est active que lorsqu'elle est attachée à l'ARN polymérase II, enzyme nécessaire à la transcription de l'ADN en ARN prémessager.